# Cuapetes rapanui
Cuapetes rapanui is een garnalensoort uit de familie van de Palaemonidae. De wetenschappelijke naam van de soort is voor het eerst geldig gepubliceerd in 1987 door Fransen.